# Стрибки у фігурному катанні

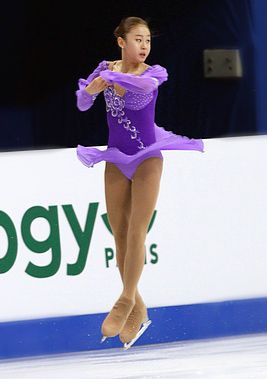
Чхе Сон Чу обертається в повітрі на Чемпіонаті чотирьох континентів 2015

Стрибки — це обов'язкові елементи програми фігурного катання для усіх дисциплін, крім спортивних танців на льоду. Як пише Олена Чайковська в своїй книзі, без них «фігурне катання втрачає свою гостроту». Стрибки поділяються на дві групи: реберні, коли фігурист відштовхується від ребра опорного ковзана, і зубцеві, коли відштовхуються зубцем (носком) вільної ноги. Стрибки під назвою сальхов, рітбергер і аксель — реберні, а тулуп, фліп і лутц — зубцеві (носкові) стрибки. Найскладнішим з усіх стрибків є аксель.
Наразі найсильніші фігуристи виконують стрибки у 4 оберти. Крім того, з'явилися каскади стрибків, коли кілька стрибків виконуються підряд, наприклад, два потрійних або четверний-потрійний-подвійний. Висота стрибка залежить від сили поштовху опорної ноги і від маху вільною. Крім того, необхідно закінчити стрибок або каскад красивим виїздом.
Наразі і чоловіки, і деякі жінки включають в свої програми декілька четверних стрибків. Фігуристи в парному катанні також виконують «викиди». Олексій Мішин зазначає, що володіння складними стрибками часто дає спортсмену вирішальну перевагу перед суперниками.
Крім багатооборотних стрибків, розрізняють також підскоки (стрибки до півоберту, в яких фігурист демонструє гарну позу; вважаються єднальними і дозволені в доріжках кроків) і стрибки в обертання (правила ІСУ відносять їх до обертання, а не до стрибків).

## Історія

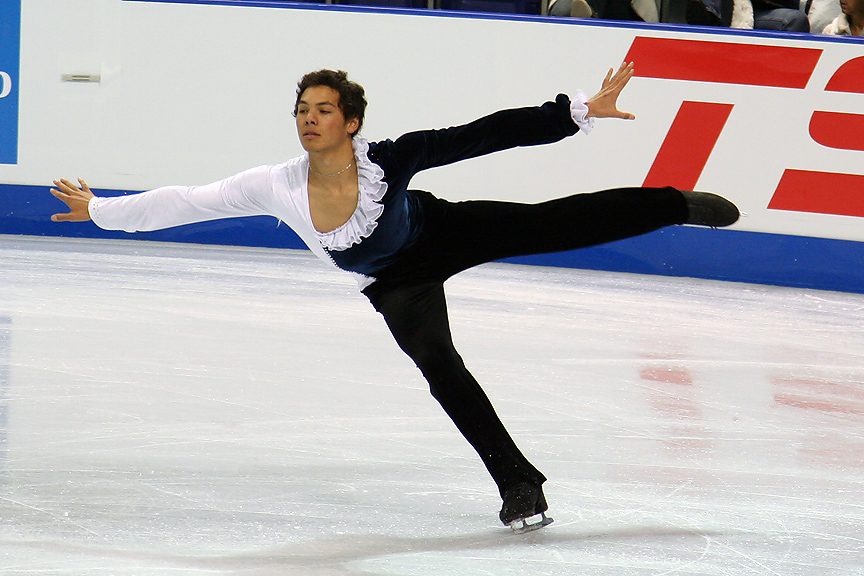
Джамал Отман приземляється після стрибка на Skate Canada International 2006 року

На водоймищах бувають перешкоди — ополонки, горби, вмерзле сміття — і ковзаняр, звісно, повинен уміти долати їх. Коли з'явилися залізні ковзани з двома ребрами, з'явилася можливість це робити стрибком, не зменшуючи ходу. Коли почали малювати на льоду картинки і вензели, довелося стрибком переривати лінію, щоб почати з іншого місця. Щоб вихід вийшов під кутом до входу, винайшли стрибки з обертанням — перекидний і рітбергер. Наприкінці XIX століття норвезький фігурист Аксель Паульсен сенсаційно стрибнув перекидний у півтора оберту — далі цей трюк назвали «стрибком Акселя Паульсена», або акселем.
На початку XX століття з'явилися й інші стрибки. Шведський фігурист Ульріх Сальхов усвідомив, що можна додати кутової швидкості, розкрутившись «трійкою». Для більш потужного поштовху ковзани забезпечили зубцем спереду; з'ясувалося, що цей зубець зручний як опора на стрибках. У ті часи прийнято було вважати, що стрибки доступні не кожному фігуристу, а тільки найбільш обдарованим. Видатні спортсмени включали в свої програми два-три складних стрибки — лутц і фліп один оберт, а також стрибки у півтора оберти.
До 30-х років фігуристи освоїли всі подвійні стрибки, крім акселя. Тодішня стрибкова техніка більшого не дозволяла — поки тренер Гюстав Люссі (або, в американській транскрипції, Гус Лассі) не здійснив переворот, заклавши основи сучасної техніки стрибків. На Білій олімпіаді в Санкт-Моріці (1948) його учень Дік Баттон буквально літав над ковзанкою, нагородою йому стала золота олімпійська медаль в одиночному катанні. «Родзинкою» виступу став аксель, виконаний зовсім інакше, ніж «стрибок Паульсена». Відразу дві новинки — «крок у повітря» і щільне угруповання зі схрещеними ногами — дозволили провернутися на 2,5 оберти. Саме з Баттона у фігурному катанні «прописалися» стрибки в кілька обертів та інші акробатичні елементи. У 1952 році той же Баттон виконав перший потрійний стрибок — рітбергер.
У 1976 році американський фігурист Террі Кубичка виконав сальто. Наступного сезону сальто заборонили.
До середини 1980-х років звичайною справою у чоловіків став потрійний аксель. Перший четверний тулуп виконав канадець Курт Браунінг у 1988 році. У 1998 році американському фігуристу Тімоті Гейблу скорився четверний сальхов, у 2011 році американцю Брендону Мрозу — четверний лутц. До кінця 2016 року чоловіки виконали усі три четверних стрибка без зміни ноги: лутц, фліп, рітбергер. Дійшло до того, що у 2018 році серйозно зменшили цінність четверних стрибків — були фігуристи, які виконували шість четверних за програму (при дозволеному максимуму в сім стрибків).
Перший четверний серед жінок — сальхов — виконала японка Мікі Андо 2002 року. У 2017 році четверний сальхов стала заявляти на змагання тринадцятирічна росіянка Олександра Трусова, але виконати його чисто їй вдалося лише у 2018 році на фіналі Кубка Росії. За два тижні, на юніорському Чемпіонаті світу вона вперше виконала два четверних стрибка у довільній програмі: тулуп і сальхов. Вона також стала першою виконавицею каскаду з четверним стрибком — на етапі юніорського Гран-Прі вона виконала четверний тулуп у каскаді з потрійним тулупом. На етапах юніорського Гран-Прі 2018 року було зроблено дві спроби виконання четверного лутця жінками — Олександрою Трусовою (недокрут) у Каунасі та Анною Щербаковою (недокрут та падіння) у Ричмонді. На Чемпіонаті світу 2019 року у Сайтамі першою жінкою, яка виконала на дорослих міжнародних змаганнях четверний стрибок (сальхов), стала казахстанська фігуристка Елізабет Турсинбаєва.
Артур Дмитрієв вперше заявив четверний аксель на офіційних стартах. У 2018 році на етапі Гран-прі Rostelecom Cup, у фіналі Кубка Росії та Чемпіонаті Росії ним було здійснено три спроби, але всі вони завершилися падіннями. У 2021 році на Чемпіонаті Японії Юдзуру Ханю вперше приземлив четверний аксель, проте через великий недокрут його зарахували як потрійний. 2022 року Ілля Малінін, який виступає за збірну США, чисто виконав четверний аксель на турнірі US International Classic і став першим фігуристом в історії, якому вдалося чисто виконати цей стрибок на офіційних змаганнях.
Існує понад десять різних обертальних стрибків. Утім, ще в середині XX століття стандартом стали шість найбільш ефективних заходів, що дозволяють виконати три-чотири оберти. Саме ці стрибки оголосили «заліковими» (listed jumps) у Новій системі суддівства.

## Багатообертні стрибки
| Назва     | Зубцевий | Реберний | Захід з лівої ноги1 | Захід з зовнішнього ребра | Захід з руху назад | Одинарний (базова оцінка)2 | Подвійний (базова оцінка)2 | Потрійний (базова оцінка)2 | Четвертний (базова оцінка)2 | Підкорення четверного3 чоловіками | Підкорення четверного3 жінками |
| --------- | -------- | -------- | ------------------- | ------------------------- | ------------------ | -------------------------- | -------------------------- | -------------------------- | --------------------------- | --------------------------------- | ------------------------------ |
| Тулуп     | Так      | Ні       | Ні                  | Так                       | Так                | 0,4                        | 1,3                        | 4,2                        | 9,5                         | 1988                              | 2018                           |
| Сальхов   | Ні       | Так      | Так                 | Ні                        | Так                | 0,4                        | 1,3                        | 4,3                        | 9,7                         | 1998                              | 2002                           |
| Рітбергер | Ні       | Так      | Ні                  | Так                       | Так                | 0,5                        | 1,7                        | 4,9                        | 10,5                        | 2016                              | 20214                          |
| Фліп      | Так      | Ні       | Так                 | Ні                        | Так                | 0,5                        | 1,8                        | 5,3                        | 11,0                        | 2016                              | 2019                           |
| Лутц      | Так      | Ні       | Так                 | Так                       | Так                | 0,6                        | 2,1                        | 5,9                        | 11,5                        | 2011                              | 2018                           |
| Аксель    | Ні       | Так      | Так                 | Так                       | Ні                 | 1,1                        | 3,3                        | 8,0                        | 12,5                        | 2022                              | Ні                             |

1 Тут і далі слова «лівий» і «правий» відносяться до спортсмена з лівим обертанням, яких більшість.
2 Дані на сезон 2019—2020 за чистий стрибок (недокрут до 90°). За недокрут до 180° нараховується 80 % балів. Якщо недокрут більше 180° — оцінка на один ступінь менше (наприклад, невдалий потрійний оцінюється як подвійний).
3 Зелений колір — виконаний на змаганні, санкціонованому ІСУ (без серйозних помилок — падінь, приземлень на дві ноги, недокрутів; зазначено змагання, на якому стрибок був вперше зарахований). Жовтий — були невдалі спроби. Червоний — на змаганнях не виконувався.
4 Змагання національного рівня.

### Техніка виконання

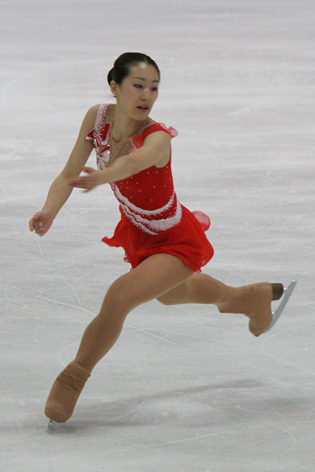
Захід на аксель і амортизація. Добре видно типове для акселя гальмування ребром. Лю Янь, Nebelhorn Trophy 2009

Багатообертний стрибок складається з п'яти фаз:
1. Захід. Фігурист розганяється; щоб додати кутової швидкості, робить розворот. Заодно розворот приховує фазу амортизації, щоб стрибок був несподіваним для глядачів.
2. Амортизація. Вийшовши на потрібну траєкторію, фігурист сильно присідає на одній нозі.
3. Поштовх — опорною ногою в реберних стрибках, і вільної у зубцевих. У закрутці беруть участь поворот корпусу, мах вільною ногою і крутизна траєкторії заходу. У підкиданні — власне поштовх, рух рук, вільної ноги і розгін. Щоб не впасти на дузі виїзду, ще в момент поштовху треба нахилитися всередину цієї дуги — тому так складен лутц.
4. Політ. Щоб виконати за час польоту кілька обертів, потрібно згрупуватися як можна швидше і щільніше — а в момент приземлення різко розгрупуватися. Ліва нога ставиться навхрест з правою — віссю обертання повинна бути та нога, на яку приземляєшся. До 180° «з'їдається» відштовхуванням, до 90° — приземленням, тому, наприклад, у потрійному стрибку спортсмен провертається в повітрі на 2,25—2,5 обороту.
5. Приземлення. У всіх шести стрибках «лівий» спортсмен буде приземлятися на правий ковзан — спочатку на зубець, після чого ставить ковзан на полоз і робить виїзд на зовнішньому ребрі. Обертання гаситься частково рухом руками і вільною ногою, частково — виїздом по дузі.

#### Травматизм
Одиночне катання не набагато відстає за травмонебезпечністю від парного — в першу чергу через стрибки. У фігуристів часті травми колінного та кульшового суглобів від невдалого падіння. Не менш серйозна проблема — викривлення хребта, скручування попереку і суглобів від постійного приземлення на одну і ту ж ногу.

### Відмінності
Тут наведена лише різниця для вболівальників, що допомагає відрізнити один стрибок від іншого. Відмінності в техніці виконання наводяться у відповідних статтях.

#### Зубцеві
Лутц виконується з зовнішнього ребра лівої ноги, тому траєкторія фігуриста виглядає як літера S. Основний захід на лутц — довга дуга, тому відрізнити його від фліпа (виконуваного з іншого ребра) нескладно.
Тулуп виконується з зовнішнього ребра правої ноги — таким чином, на виході фігурист виявляється в тій же позиції, що і на вході. Тому тулуп підходить на роль другого стрибка в каскаді. З довгої дуги не виконується, типові заходи — трійка вперед-всередину і вальсова трійка.
Фліп виконується з внутрішнього ребра лівої ноги. Виконується з розвороту: трійки вперед-назовні або моухока на внутрішніх ребрах.

#### Реберні

Аксель

Аксель разюче відрізняється технікою від всіх інших стрибків — з ходу назад спортсмен, перед тим як стрибнути, робить розворот. І вже з руху вперед, після замаху правою ногою, виконується стрибок.
Рітбергер, як і тулуп, виконується з зовнішнього ребра правої ноги — тому він теж кандидат на роль другого стрибка в каскаді. Для стороннього спостерігача рітбергер — «найхитріший» стрибок, без помітних підготовчих рухів. Найчастіше виконується з дуги або з трійки вперед-всередину.
Сальхов виконується тільки з розвороту (трійки вперед-назовні або моухока). Стрибок виконується з внутрішнього ребра лівої ноги і завжди супроводжується характерним махом правою ногою навколо тіла. Потрійні і четверні сальхови часто виконуються з двох ніг, недосвідчений уболівальник може прийняти такий сальхов за тулуп або фліп.

## Каскади стрибків
У каскаді відрив другого стрибка відбувається з тієї позиції, в якій спортсмен приземляється після першого, без будь-яких кроків і перегрупувань. Тому серед стандартних стрибків у якості другого придатні тулуп і рітбергер. Альтернативи:
- Другим стрибком виконати ойлер, потім сальхов або фліп. Наприклад, аксель-ойлер-фліп. Повсюдно практикується аматорами, а також на роликах. За Новою системою суддівства фігуристам високого класу такі каскади невигідні. З включенням ойлера в розряд оцінюваних стрибків каскади через ойлер з'явилися в арсеналі ведучих фігуристів.
- Приземлитися на ліву ногу, потім сальхов або фліп (такі приземлення для всіх стрибків у два та більше обертів, крім останнього, прямо дозволені). Це правило використовував Артур Дмитрієв-молодший, першим виконавши каскад потрійний лутц на ліву ногу-потрійний фліп. Раніше каскади з фліпом як другим стрибком ніколи не виконувалися. Ірина Родніна виконувала каскад подвійний аксель на ліву ногу-подвійний сальхов.
- Зробити другим стрибком лутц в протилежну сторону. Таке практикувалося в епоху одиночних стрибків; зараз більшість фігуристів відпрацьовують стрибки тільки в одну сторону. До того ж перший стрибок потрібно виконати впевнено, з великим «запасом» — траєкторія заходу на лутц дуже полога.

Каскад потрійного стрибка з подвійним — обов'язковий елемент одиночного катання у змаганнях міжнародного рівня. За даними на сезон 2010—2011, у довільній програмі одиночникам дозволений один каскад не більш ніж з трьох стрибків і ще два — по два стрибки. Парам — один каскад з трьох стрибків.
Російський тренер Олексій Мішин ділить каскади на дві категорії: в одних другий стрибок виконується за рахунок залишкового обертання з першого (будь-який стандартний-рітбергер), в інших — стрибки виконуються окремо (будь-який стандартний-тулуп, одноногий аксель-сальхов).

## Секвенції
Секвенція — послідовність стрибків, що виконується з більш довгою підготовкою до другого елементу. Класичний варіант секвенції - виконання подвійного акселя другим стрибком (наприклад, 3A + 2A, 4Lz + 2A). Секвенції з давніх-давен входять до арсеналу Єлизавети Туктамишевої.
Однак з сезону 2022—2023 популярність цієї комбінації зросла, оскільки якщо раніше секвенції втрачали 20% від базової вартості елемента, то тепер цієї втрати немає.

## Стрибки в обертання
Обов'язковий елемент одиночників (і чоловіків, і жінок). Сучасні правила відносять стрибки в обертання до обертання, а не до стрибків.

## Інші стрибки

### Різне
- «Козлик», також «заячий підскік» (англ. bunny hop[en]) — нескладний стрибок, який розучується початківцями, щоб контролювати тіло в повітрі. Зустрічається переважно в дитячих програмах. Вкрай рідко — в доріжках кроків.
- Сальто заборонені у змаганнях, тим не менше, нерідко виконуються у льодових шоу.

### Із відривом типу рітбергера
- Ойлер (англ. half-loop) — однообертний стрибок з приземленням на махову (ліву) ногу назад-всередину, зрідка застосовується як проміжний між будь-яким стандартним і сальховом/фліпом.
- Валлей, цак (англ. Walley jump) — стрибок, схожий на рітбергер, але виконується з внутрішнього ребра правого ковзана.
- Внутрішній аксель — виконується з внутрішнього ребра правої ноги ходом вперед, мах виконується лівою ногою.

### Із відривом типу фліпа/лутца

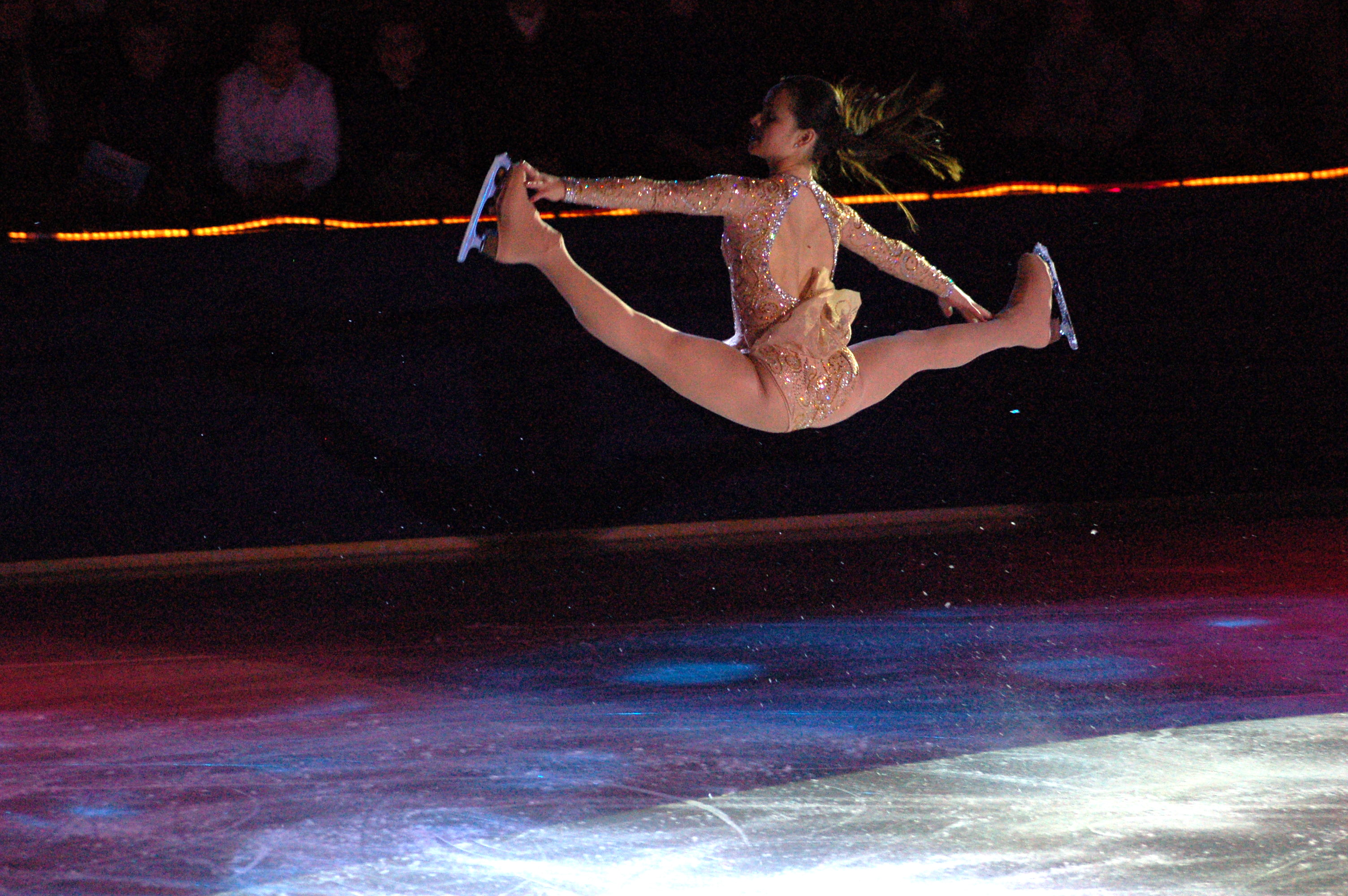
Саша Коен виконує стрибок у шпагат на показових виступах

- Стрибок у шпагат (англ. split jump[en]) — вид стрибка, в якому фігурист приймає позицію шпагату в повітрі. На відміну від більшості інших стрибків, суть цього стрибка — не в обертанні, а в позиції: необхідно прийняти певну позицію в повітрі, а не обертатися певну кількість разів[15]. У якості альтернативи деякі фігуристи виконують «російський шпагат», широко розставляючи ноги в повітрі.
- Олень (англ. stag jump) — стрибок, що нагадує поздовжній шпагат, але махова нога згинається в коліні. Стрибки в шпагат виконуються на манер фліпа або лутця[16], але спортсмен не групується, а, навпаки, приймає потрібну позу і, прокрутившись на пів-оберту, приземляється вперед на зубець.

### Із відривом типу акселя
- Перекидний, він же «вальсовий стрибок» (англ. waltz jump) — аксель в половину обороту.

## У парному катанні

### Паралельний стрибок
Також «синхронний стрибок». Дама і кавалер виконують одночасно один і той же стрибок так, щоб у глядачів залишилося враження узгодженості. Якщо у партнерів сильно розрізняється техніка, стрибки синхронізують по виїзду, намагаючись зробити пози виїзду ідентичними. Зазвичай ближче до суддів розташовують даму. Фігуристи світового класу, як правило, виконують потрійний сальхов/тулуп, рідше — подвійний аксель.
Каскади в короткій програмі не виконуються, у довільній на сезон 2010—2011 дозволений один каскад з трьох стрибків.

### Підтримка, викид, підкрутка
Обов'язкові елементи парного катання, в основі яких — елемент пов'язаний з обертанням, виконуваний партнеркою.